# Sennyey Pongrác
Sennyey Pongrác (? – 1614 előtt) erdélyi főnemes, 1593-tól Báthory Zsigmond főudvarmestere. 

## Élete
Magyarországról származott; 1583-ban Báthory Istvántól birtokot kapott Kézdiszéken. Már 1590-ben és 1592-ben a fejedelem követeként említik. 1595-ben fejedelmi tanácsos lett, több diplomáciai ügyben járt el, többek között ő vezette be Báthory András fejedelmet Nagyszebenbe. 1598-ban Sepsi-, Kezdi- és Orbai-szék királybirája, és Küküllő vármegye főispánja volt. 1599-ben Mihály vajdához csatlakozott. 1601-ben Habsburgok pártjára állt, ezért börtönbe zárták Görgény várában, ahonnan a goroszlói csata után szabadult ki. Szabadulása után Rudolf magyar király tanácsosa lett. 1603-ban Giorgio Basta rá bízta Szamosújvár védelmét.
A Bocskai-felkelés idején az erdélyi császárpárti csapatok egyik vezetője volt, amiért 1606-ban bárói címet kapott. 1607-ben az ország főgenerálisa lett. 1610-ben részese volt a Kendi–Kornis-összeesküvésnek, ezért Báthory Gábor fejedelem perbe fogta, de elmenekült Erdélyből. A következő évben részt vett Forgách Zsigmond erdélyi hadjáratában.
Felesége, Dobszay Anna révén több erdélyi birtokkal is rendelkezett.